# Abrud
Abrud je rumunské město v župě Alba. V roce 2011 zde žilo 5 072 obyvatel.
Administrativní součástí města jsou i vesnice Abrud-Sat, Gura Cornei a Soharu.